# Francisco Gomes Teixeira
Francisco Gomes Teixeira (São Cosmado, 28 gennaio 1851 – Porto, 8 febbraio 1933) è stato un matematico e rettore portoghese.

## Biografia
Docente nelle università di Porto e Coimbra, in un monumentale Trattato delle curve notevoli (1905) classificò i vari tipi di curve e aggiunse contributi personali. È stato il primo rettore dell'Università di Porto.
A lui è intitolata la piazza di Porto dove ha sede il rettorato.